# 102 Rezerwowy Pułk Ułanów
102 Rezerwowy Pułk Ułanów – oddział kawalerii Wojska Polskiego w II Rzeczypospolitej improwizowany w trakcie kampanii wrześniowej 1939 roku.

## Formowanie pułku
102 Rezerwowy Pułk Ułanów był formowany w Wołkowysku od dnia 13 września początkowo ze szwadronów marszowych 4 i 13 pułków ułanów, nadwyżek mobilizacyjnych przybyłych do Ośrodków Zapasowych Suwalskiej, Podlaskiej i Wileńskiej Brygad Kawalerii. Ponadto w skład tworzonego pułku włączono przybyły 15 września z Białegostoku 1 szwadron 2 pułku ułanów (bez II plutonu), II pluton 2 szwadronu ppor. Głuskiego ze sztandarem 2 puł. 17 września z Białegostoku przybył 4 szwadron 2 puł. Przybyłe do Wołkowyska po rozproszeniu w dniach 11-12 września pododdziałów 2 pułku ułanów Grochowskich z Suwalskiej Brygady Kawalerii, stanowiły najlepsze jednostki bojowe 102 puł..

## Działania bojowe 102 rezerwowego pułku ułanów
Nocą 17/18 września 102 puł. wyruszył w straży przedniej Rezerwowej Brygady Kawalerii Wołkowysk w kierunku na Mosty-Ostrynę w kierunku Wilna, dalej przez Jeziory. Następnie od rana 20 września z uwagi na zmianę rozkazów i upadek Wilna maszerował przez Ostrynię, gdzie stoczył walkę z dywersantami komunistycznymi. Po czym po południu przez Skidel, Hołowicze do Grodna. Nocą 20/21 września pułk wszedł do miasta i po spieszeniu się wydzielonym dywizjonem (2 i 1 szwadrony) pod dowództwem rtm. Stanisława Sołtykiewicza wyrzucił nieprzyjaciela z okolic mostu drogowego i zdobył go, brał udział w walce w obronie tego mostu w godz. 3.00-6.00 dnia 21 września. Następnie prowadzono oczyszczanie dzielnic podmiejskich z żołnierzy nieprzyjaciela, ogrodów działkowych, prowadzono wypady na pozycje wroga patrolowano teren. Ułani wzięli do niewoli 30 cywili uzbrojonych w broń palną, którzy prowadzili walkę ze szwadronami przeczesującymi pieszo miasto. 1 szwadron przy stratach przebił się ponownie z Przedmieścia Zaniemeńskiego przez most drogowy do sił głównych pułku. W późnych godzinach popołudniowych 21 września 102 pułk na rozkaz dowódcy obrony Grodna wymaszerował do koniowodów i wieczorem wyruszył w kierunku północnym i po przeprawieniu się pod Hożą na zachodni brzeg Niemna dotarł do Udienniki koło Sopoćkiń. W trakcie walk w Grodnie odłączył się od pułku 2 szwadron i udał się w kierunku Suwałk. Podczas przeprawy przez Niemen pod Hożą straż tylną pułku stanowił 1 szwadron, który w rejonie Sopoćkiń ubezpieczał Rezerwową Brygadę Kawalerii Wołkowysk kwaterując we wsi Sienniki. Nasiliła się dezercja w pułku, 1 szwadron wycofywał się z rejonu Sopoćkin osobno. 22 września większość 102 pułku przemieściła się za Kanał Augustowski, tu nastąpił chwilowy odpoczynek w Miklaszówce. 23 września po utarczkach z podjazdami pancernymi wroga resztki pułku skierowały się do granicy z Litwą. Na granicy rtm. S. Sołtykiewicz z grupą ochotników odjechał i dołączył w następnym dniu do pozostałości 110 pułku ułanów. Granicę litewską 102 puł. przekroczył 23 września 1939 r. i został internowany. Maszerujący do Sejn 1 szwadron ppor. R. Głuskiego, po dotarciu do miasta został doścignięty przez czołgi sowieckie i przekroczył granicę polsko-litewską nocą 24/25 września, gdzie złożył broń.

## Ułani 102 rezerwowego pułku
- dowódca pułku – mjr Jerzy Florkowski[6]
- zastępca dowódcy pułku – rtm. Stanisław Sołtykiewicz
- oficer ordynansowy – ppor. rez. Tadeusz Trejdosiewicz
- dowódca 1 szwadronu (złożony z plutonów 1 i 2 szwadronu 2 puł.) – ppor. Ryszard Głuski
  - dowódca I plutonu - ppor. rez. Stanisław Krasiński
  - dowódca plutonu - pchor. Bolesław Piekarski
- dowódca 2 szwadronu (wcześniej 4 szwadron 2 puł.) – por. Władysław Wyszyński
  - dowódca plutonu - ppor. Adolf Krauze
- dowódca 3 szwadronu (wcześniej szwadron marsz. 4 puł.) – por. Konrad Szuman-Szumski
- dowódca 4 szwadronu (wcześniej szwadron marsz. 13 puł) – rtm. Jerzy Ruszczyc
- pluton ckm – ppor. rez. Jan Wróblewski (II pluton szwadronu ckm 2 puł.)
- szwadron gospodarczy – NN